# Долмеч, Арнольд
Эжен Арнольд До́лмеч (фр. Eugène Arnold Dolmetsch; 24 февраля 1858, Ле-Ман, Франция — 28 февраля 1940, Хейзлмир, графство Суррей, Великобритания) — британский музыкант, инструментальный мастер. Один из основателей движения аутентичного исполнительства.

## Биография
Долмеч родился в семье чешско-немецкого происхождения, обосновавшейся во Франции; его отец держал в Ле-Мане небольшую фабрику по производству музыкальных инструментов, где и началось музыкальное образование Долмеча. Учился в Брюссельской консерватории по классу скрипки Анри Вьётана. В 1889 году в Лондоне получил степень бакалавра музыки в Королевском музыкальном колледже, где среди его учителей были скрипач Генри Холмс и органист Фредерик Бридж. Затем некоторое время он работал преподавателем музыки в Далиджском колледже (Лондон). 
Интерес Долмеча к старинной музыке пробудился после знакомства с коллекциями исторических инструментов в Британском музее. В 1893 году Долмеч сделал свою первую лютню, затем — по инициативе Уильяма Морриса — занялся реконструкцией клавесинов и клавикордов. В качестве инструментального мастера он работал на американскую компанию «Chickering» (1905-1911) и на французскую компанию «Gaveau» (1911-1914). В годы работы на «Chickering» жил в Кембридже (штат Массачусетс). При поддержке богатой благотворительницы, мисс Белль Скиннер, Долмеч восстановил ряд редких инструментов, включая спинет, принадлежавший королеве Марии-Антуанетте. Реконструированные Долмечем в США старинные инструменты ныне составляют основу коллекции музыкальных инструментов Йельского университета.
По возвращении в Англию Долмеч в 1919 году основал инструментальную мастерскую в Хейзлмире (графство Суррей), где изготавливал современные копии практически всех разновидностей инструментов XV-XVIII веков, включая виолы, лютни, блокфлейты, различные клавишные инструменты. Его книга 1915 года «Интерпретация музыки XVII — XVIII веков» (англ. The interpretation of the music of the XVII and XVIII сenturies) стала важной вехой в развитии «исторической» интерпретации старинной музыки. В 1925 году основал летний Международный фестиваль старинной музыки (ныне англ.  International Dolmetsch Early Music Festival), который проводится ежегодно в Хейзлмире.
Долмеч активно участвовал в культурной жизни Лондона, среди его друзей и почитателей были Уильям Моррис, Селвин Имидж, Роджер Фрай, Габриеле д'Аннунцио, Бернард Шоу, Эзра Паунд, Джордж Мур (в романе которого «Эвелин Иннес» воспевается жизнь и творчество Долмеча), У. Б. Йейтс. Долмеч заново открыл музыку английских композиторов для виольного консорта, в том числе Джона Дженкинса и Уильяма Лоуза. Ему также принадлежит заслуга возрождения в Великобритании блокфлейты в равной степени как серьёзного концертного инструмента и как инструмента для домашнего музицирования. 
Долмеч выступал и записывался (с 1920) как исполнитель на блокфлейте и клавишных инструментах. Около 1933 года на клавикорде записал (выборочно) «Хорошо темперированный клавир» И. С. Баха.
В 1937 году Долмеч получил почётную британскую пенсию, а в 1938 году французское правительство присвоило ему звание кавалера Ордена Почетного легиона.

## Семья
Дети А. Долмеча также занимались музыкой и общественной деятельностью: 
- Элен (1878—1924), гамбистка;
- Натали (1905—89), гамбистка, основательница британского Общества виолы да гамба;
- Рудольф (1906—42), клавесинист, гамбист;
- Карл (1911—1997), флейтист, основатель британского Общества блокфлейтистов. После смерти отца возглавил мастерскую, руководил «Международным фестивалем старинной музыки Долмеча» в Хейзлмире;
- Дочь Карла, Жанна-Мари руководила фестивалем Долмеча в Хейзлмире в 1997–2018 годах.